# Primeiro Gabinete Schröder
| Cargo | Imagem                                     | Incumbente                                      | Partido | Partido                           | Secretário de Estado Parlamentar e Ministro de Estado | Partido                  |
| --- | ------------------------------------------ | ----------------------------------------------- | ------- | --------------------------------- | --- | ------------------------ |
| Chanceler | zentriert                                  | Gerhard Schröder                                |         | SPD                               | Rolf Schwanitz Christina Weiss | SPD                      |
| Vice-Chanceler | zentriert                                  | Joseph „Joschka“ Fischer                        |         | Aliança 90/Os Verdes              | – | –                        |
| Ministro das Relações Exteriores                                                                                           | zentriert                                  | Joseph „Joschka“ Fischer                        |         | Aliança 90/Os Verdes              | Günter Verheugen até 13 de setembro de 1999 Christoph Zöpel a partir de 16 de setembro de 1999 Ludger Volmer                                                                                        | SPD Aliança 90/Os Verdes |
| Ministro do Interior | zentriert                                  | Otto Schily                                     |         | SPD                               | Fritz Rudolf Körper Cornelie Sonntag-Wolgast | SPD                      |
| Ministro da Justiça | zentriert                                  | Herta Däubler-Gmelin                            |         | SPD                               | Eckhart Pick | SPD                      |
| Ministro das Finanças | zentriert                                  | Oskar Lafontaine até 11 de março de 1999        |         | SPD                               | Karl Diller Barbara Hendricks | SPD                      |
| Ministro das Finanças | zentriert                                  | Hans Eichel a partir de 12 de abril de 1999     |         | SPD                               | Karl Diller Barbara Hendricks | SPD                      |
| Ministro da Economia e Tecnologia                                                                                          | zentriert                                  | Werner Müller                                   |         | parteilos (auf Vorschlag der SPD) | Siegmar Mosdorf até 1 de março de 2002 Ditmar Staffelt Margareta Wolf a partir de 12 de janeiro de 2001                                                                                             | SPD Aliança 90/Os Verdes |
| Ministro da Nutrição, Agricultura e Defesa do Consumidor seit Januar 2001: Verbraucherschutz, Ernährung und Landwirtschaft | zentriert                                  | Karl-Heinz Funke até 9 de janeiro de 2001       |         | SPD                               | Gerald Thalheim Matthias Berninger a partir de 12 de janeiro de 2001 | SPD Aliança 90/Os Verdes |
| Ministro da Nutrição, Agricultura e Defesa do Consumidor seit Januar 2001: Verbraucherschutz, Ernährung und Landwirtschaft | zentriert                                  | Renate Künast a partir de 12 de janeiro de 2001 |         | Aliança 90/Os Verdes              | Gerald Thalheim Matthias Berninger a partir de 12 de janeiro de 2001 | SPD Aliança 90/Os Verdes |
| Ministro do Trabalho e Assistência Social                                                                                  | zentriert                                  | Walter Riester                                  |         | SPD                               | Gerd Andres Ulrike Mascher | SPD                      |
| Ministro da Defesa | zentriert                                  | Rudolf Scharping até 18 de julho de 2002        |         | SPD                               | Walter Kolbow Brigitte Schulte | SPD                      |
| Ministro da Defesa | zentriert                                  | Peter Struck a partir de 19 de julho de 2002    |         | SPD                               | Walter Kolbow Brigitte Schulte | SPD                      |
| Ministro da Família, Idosos, Mulheres e Juventude                                                                          | zentriert                                  | Christine Bergmann                              |         | SPD                               | Edith Niehuis | SPD                      |
| Ministro da Saúde | zentriert                                  | Andrea Fischer até 9 de janeiro de 2001         |         | Aliança 90/Os Verdes              | Christa Nickels até 12 de janeiro de 2001 Gudrun Schaich-Walch a partir de 12 de janeiro de 2001 | Aliança 90/Os Verdes SPD |
| Ministro da Saúde | zentriert                                  | Ulla Schmidt a partir de 12 de janeiro de 2001  |         | SPD                               | Christa Nickels até 12 de janeiro de 2001 Gudrun Schaich-Walch a partir de 12 de janeiro de 2001 | Aliança 90/Os Verdes SPD |
| Ministro dos Transportes, Construção e Desenvolvimento das Cidades                                                         | zentriert                                  | Franz Müntefering até 29 de setembro de 1999    |         | SPD                               | Achim Großmann Lothar Ibrügger até 20 de março de 2000 Kurt Bodewig 20 de março de 2000 até 20 de novembro de 2000 Stephan Hilsberg Siegfried Scheffler até 27 de novembro de 2000 Angelika Mertens | SPD                      |
| Ministro dos Transportes, Construção e Desenvolvimento das Cidades                                                         | Reinhard Klimmt até 16 de novembro de 2000 |                                                 |         | SPD                               | Achim Großmann Lothar Ibrügger até 20 de março de 2000 Kurt Bodewig 20 de março de 2000 até 20 de novembro de 2000 Stephan Hilsberg Siegfried Scheffler até 27 de novembro de 2000 Angelika Mertens | SPD                      |
| Ministro dos Transportes, Construção e Desenvolvimento das Cidades                                                         | zentriert                                  | Kurt Bodewig a partir de 20 de novembro de 2000 |         | SPD                               | Achim Großmann Lothar Ibrügger até 20 de março de 2000 Kurt Bodewig 20 de março de 2000 até 20 de novembro de 2000 Stephan Hilsberg Siegfried Scheffler até 27 de novembro de 2000 Angelika Mertens | SPD                      |
| Ministro do Meio Ambiente, Proteção da Natureza e Segurança Nuclear                                                        | zentriert                                  | Jürgen Trittin                                  |         | Aliança 90/Os Verdes              | Gila Altmann Simone Probst | Aliança 90/Os Verdes     |
| Ministro da Educação e Pesquisa                                                                                            | zentriert                                  | Edelgard Bulmahn                                |         | SPD                               | Wolf-Michael Catenhusen | SPD                      |
| Ministro para Cooperação e Desenvolvimento                                                                                 | zentriert                                  | Heidemarie Wieczorek-Zeul                       |         | SPD                               | Uschi Eid | Aliança 90/Os Verdes     |
| Ministro de Tarefas Especiais Chefe da Chancelaria Federal                                                                 | zentriert                                  | Bodo Hombach até 7 de julho de 1999             |         | SPD                               | Rolf Schwanitz Michael Naumann 3 de setembro de 1999 até janeiro de 2001 Julian Nida-Rümelin Hans Martin Bury a partir de 1 de agosto de 1999 Frank-Walter Steinmeier                               | SPD                      |